# Capacete RAC

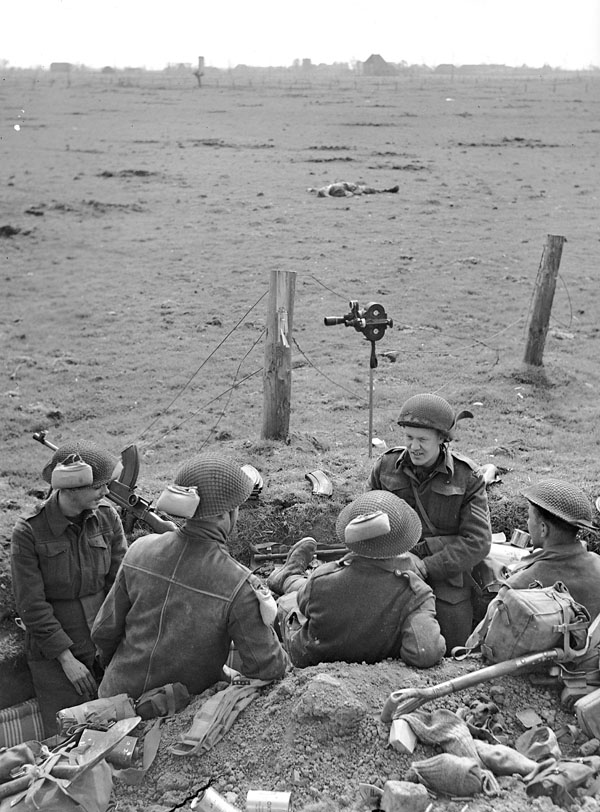
O sargento F. Beal do Exército Canadense da Unidade de Filme e Fotografia usa um capacete RAC enquanto os demais utilizam capacetes Brodie

O RAC (Royal Amroured Corps Helmet) é um capacete de combate de origem britânica usado por tropas de veículos blindados. Como capacete de forma semelhante a HSAT, foi inicialmente fabricado por Briggs Motor Bodies em Dagenham. Ele foi introduzido na 2 ª guerra mundial e foi emitido para os países da Commonwealth no pós-1945 até a Guerra das Malvinas. O RAC veio com a mesma suspensão e o revestimento dos capacetes Brodie e, mais tarde a suspensão e o revestimento elásticos do capacete MkIII. Muitos foram convertidos para uso como um capacete de paraquedista.
O RAC não deve ser confundido com o Tanker Helmet ou Despatch rider helmet, que tinham a mesma forma.

## Usuários
- Bélgica
- Reino Unido
- Canadá Usado pelos Canadian Tankers juntos das Divisões Blindadas Britânicas